# Ecnomus bifurcatus
Ecnomus bifurcatus är en nattsländeart som först beskrevs av Martin E. Mosely 1935.  Ecnomus bifurcatus ingår i släktet Ecnomus och familjen trattnattsländor. Inga underarter finns listade i Catalogue of Life.